# Josef Náprstek
Josef Náprstek (8. listopadu 1881 Slaný – 9. září 1931 Slaný) byl československý politik a meziválečný poslanec Národního shromáždění.

## Biografie
Podle údajů k roku 1929 byl profesí truhlářem a redaktorem v Slaném. Byl redaktorem a vydavatelem týdeníku Náš směr. Zasedal v obecním zastupitelstvu ve Slaném, byl předsedou ředitelství městské spořitelny a starostou hasičské župy Vrabčíkovy. Vykonával funkci místopředsedy okresní nemocenské pojišťovny a starosty společenstva stavebních živností.
V parlamentních volbách v roce 1925 získal za Československou živnostensko-obchodnickou stranu středostavovskou poslanecké křeslo v Národním shromáždění. Mandát obhájil v parlamentních volbách v roce 1929. Po jeho smrti na jeho poslanecké křeslo usedl Emanuel Kejmar.

## Odkazy

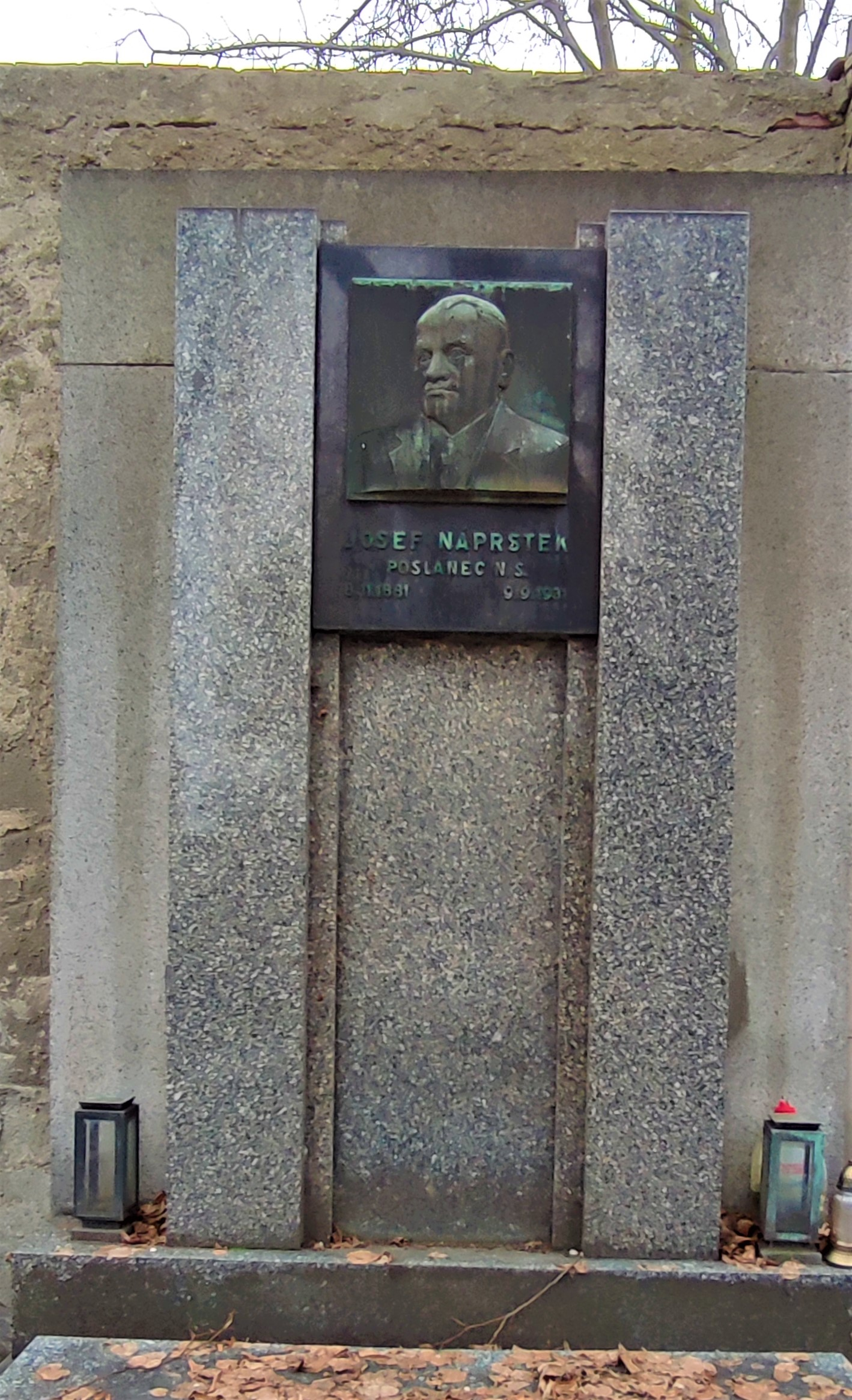
Hrob Josefa Náprstka, městský hřbitov ve Slaném